# Лейдсендам-Ворбюрг
Лейдсендам-Ворбюрґ (нід. Leidschendam-Voorburg) — громада в провінції Південна Голландія (Нідерланди).

## Історія
Муніципалітет Лейдсендам-Ворбюрґ є результатом об'єднання муніципалітетів Лейдсендам і Ворбюрґ 1 січня 2002 року. Він складається з двох міст Лейдсендам і Ворбюрґ, які зростали один до одного в першій половині XX століття. Селища Стомпвейк та Вілсвен також входять до складу муніципалітету.
Лейдсендам-Ворбюрґ межує з містом Гаага і часто вважається його передмістям, незважаючи на те, що є незалежним муніципалітетом. Громада є частиною агломерації Хаагладена. Stompwijk — це все ще сільська місцевість, розташована в декількох кілометрах на північний схід від Лейдсендама.

### Історичні центри громади
Лейдсендам, а також Ворбюрґ мають свої власні історичні центри міст, які є децентралізованими. Історичний Лейдсендам лежить навколо каналу Vliet у східній частині міста. Близько 3 кілометрів на південь — це початок найважливішої і найдовшої вулиці центру Воорбурга — Херенстраат. Історичний Ворбюрґ в основному розташований між цією вулицею і (знову ж таки) каналом Vliet. Канал також є східним кордоном міста. Найважливіші будівлі, такі як Swaensteyn House, Старий костел (Oude Kerk) і Hofwijck, знаходяться в районі Херенстраат.

## Населення
Станом на 31 січня 2022 року населення муніципалітету становило 76642 осіб. Виходячи з площі муніципалітету 32,55 кв. км., станом на 31 січня 2022 року густота населення становила 2.355  осіб/кв. км.
За даними на 1 січня 2020 року 32,4%  мешканців муніципалітету мають емігрантське походження, у тому числі 14,8%  походили із західних країн, та 17,6%  — інших країн.

## Міста побратими
- Констанцин-Єзьорна, Польща;
- Границе, Чехія;
- Темекула, США.